# Max Mégy
Pour les articles homonymes, voir Mégy.
Max Georges Robert Mégy, né à Paris 17e le 9 janvier 1924 et mort à Paris 15e le 14 août 2008, est un acteur français.

## Filmographie

### Cinéma
- 1941 : Madame Sans-Gêne de Roger Richebé : Bonaparte
- 1942 : Vie privée de Walter Kapps
- 1942 : Le Grand Combat de Bernard Roland
- 1942 : Le journal tombe à cinq heures de Georges Lacombe
- 1943 : Mademoiselle Béatrice de Max de Vaucorbeil
- 1943 : La Valse blanche de Jean Stelli
- 1945 : Cyrano de Bergerac de Fernand Rivers
- 1945 : Fils de France de Pierre Blondy
- 1946 : Rouletabille de Christian Chamborant ; film tourné en deux époques : Rouletabille contre la dame de pique et Rouletabille joue et gagne
- 1947 : La Maison sous la mer de Henri Calef
- 1947 : Les Chouans d'Henri Calef
- 1952 : La Fugue de monsieur Perle de Roger Richebé et Pierre Gaspard-Huit
- 1953 : Les Compagnes de la nuit de Ralph Habib : Léandro
- 1953 : Madame de... de Max Ophüls : un domestique
- 1954 : Crainquebille de Ralph Habib : l'agent Matra
- 1954 : Huis clos de Jacqueline Audry : un damné
- 1954 : Interdit de séjour de Maurice de Canonge : un inspecteur
- 1955 : Sophie et le Crime de Pierre Gaspard-Huit
- 1955 : Marguerite de la nuit de Claude Autant-Lara
- 1956 : Des gens sans importance d'Henri Verneuil : Philippe, le copain de Jacqueline
- 1956 : Cette sacrée gamine / Mademoiselle Pigalle de Michel Boisrond : un agent
- 1956 : Le Long des trottoirs de Léonide Moguy : le complice
- 1959 : Les Amants de demain de Marcel Blistène
- 1959 : La Corde raide de Jean-Charles Dudrumet : le bellâtre
- 1960 : Les Vieux de la vieille de Gilles Grangier : Gaston, le touriste automobile
- 1979 : Les Joyeuses colonies de vacances de Michel Gérard
- 1982 : Te marre pas... c'est pour rire ! de Jacques Besnard : Lebrun
- 1983 : Banzaï de Claude Zidi : le premier actionnaire
- 1982 : Que les gros salaires lèvent le doigt ! de Denys Granier-Deferre : Ponte
- 1983 : Signes extérieurs de richesse de Jacques Monnet
- 1984 : Le Léopard de Jean-Claude Sussfeld : le colonel

### Télévision
- 1971 : Si j'étais vous (téléfilm) d'Ange Casta
- 1976 : Les Roses de Mañara (téléfilm) de Jean Kerchbron : le colonel
- 1978 : Le Temps des as (mini-série) : Besnard
- 1980 : L'Aéropostale, courrier du ciel (mini-série) : Marcel Moine
- 1982 : Médecins de nuit de Gérard Clément, épisode : Le Groupe rock (série télévisée)
- 1985 : Messieurs les jurés (série télévisée) : Georges Serverette (1 épisode, L'Affaire Cerilly)
- 1989 à 1991 : Navarro : Georges Bloch (3 épisodes, Folies de flics, Le Cimetière des éléphants et Salade russe)

## Théâtre
- 1945 : Sodome et Gomorrhe de Jean Giraudoux, mise en scène Georges Douking, Théâtre des Célestins
- 1955 : La Grande Felia de Jean-Pierre Conty, mise en scène Christian-Gérard, Théâtre de l'Ambigu
- 1955 : Nekrassov - Charivet (4e et 8e tableaux : Bureau de Palotin ; 6e tableau : Salon chez Madame Bounoumi)
- 1957 : Vous qui nous jugez de Robert Hossein, mise en scène de l'auteur, Théâtre de l'Œuvre
- 1959 : De sept heures à sept heures de Guillaume Hanoteau et Philippe Georges d'après Robert Cedric Sherriff, mise en scène Max Mégy, Théâtre des Arts
- 1980 : Une drôle de vie de Brian Clark, mise en scène Michel Fagadau,  Théâtre des Célestins